# Moulinière
 (juin 2025).
Motif : Simple définition, copiée depuis le wiktionnaire
- Archive Wikiwix
- Bing
- Cairn
- DuckDuckGo
- E. Universalis
- Gallica
- Google
- G. Books
- G. News
- G. Scholar
- Persée
- Qwant
- (zh) Baidu
- (ru) Yandex
- (wd) trouver des œuvres sur Wikidata

| 1. | Préciser le motif de la pose du bandeau. | Précisez le motif de la pose du bandeau en utilisant la syntaxe suivante : {{admissibilité à vérifier\|date=juin 2025\|motif=remplacez ce texte par le motif}}                  |
| 2. | Informer les utilisateurs concernés.     | Pensez à avertir le créateur de l'article, par exemple, en insérant le code ci-dessous sur sa page de discussion : {{subst:avertissement admissibilité à vérifier\|Moulinière}} |

Cet article possède un paronyme, voir Moulière.
Pour les articles homonymes, voir Moulinier.
La moulinière est une ouvrière spécialisée dans le moulinage de la soie ou d'autres fibres textiles. Elle travaille dans un atelier de moulinage, où l'on tord et assemble les fils de soie ou de coton afin d’en améliorer la solidité avant leur tissage.
Ce métier, aujourd’hui rare ou disparu, a joué un rôle fondamental dans l’essor de l’industrie textile française du XVIIIe siècle au XXe siècle siècle.

## Histoire

### Origines
L’activité de moulinage se développe en France dès le XVIIe siècle siècle, notamment dans le Lyonnais, le Vivarais et les Cévennes, pour soutenir la production de soieries lyonnaises.

### Essor au XIXe siècle
Au XIXe siècle, l'industrie du moulinage emploie massivement des jeunes filles rurales, parfois dès 11 ou 12 ans, dans des régions comme la Drôme, l’Ardèche, la Loire ou l’Isère. Elles sont logées dans des ouvroirs et surveillées par des religieuses ou des contremaîtresses.

### Déclin
Le métier décline fortement au XXe siècle  siècle avec la mécanisation, la concurrence des fibres artificielles (viscose, nylon), et la désindustrialisation des vallées textiles.

## Tâches et savoir-faire
Les moulinières :
- Surveillent la torsion et l’assemblage des fils de soie.
- Réparent les casses de fil.
- Règlent les vitesses de rotation des broches.
- Effectuent le bobinage final sur des canettes.

Le moulinage nécessite de la vigilance, de la précision et une certaine rapidité d’exécution.

## Conditions de travail
Les moulinières travaillaient dans des ateliers clos, bruyants et chauds. La température était maintenue à plus de 30 °C pour éviter la casse du fil de soie. La journée de travail pouvait durer jusqu'à 12 heures, avec peu de pauses.
Le travail répétitif, debout, parfois dès l'enfance, a laissé des traces physiques et sociales sur plusieurs générations de femmes ouvrières.

## Mémoire et patrimoine
Le métier de moulinière est aujourd’hui valorisé comme patrimoine industriel et social :
- Le Musée du moulinage à Chirols présente des démonstrations de moulinage sur machines anciennes[1].
- Le Musée de la soie de Taulignan retrace la chaîne de production de la soie, du ver à soie au tissage[2].